# Varennes-Saint-Sauveur
Varennes-Saint-Sauveur és un municipi francès situat al departament de Saona i Loira i a la regió de Borgonya - Franc Comtat. L'any 2009 tenia 1.193 habitants.

## Història
| Data d'elecció                           | Identitat          | Partit | Qualitat |
| ---------------------------------------- | ------------------ | ------ | -------- |
| 1965-1969                                | Henri Vincent      |        |          |
| 1970-2001                                | René Beaumont      | UMP    |          |
| 2001-                                    | Jean-Michel Longin |        |          |
| les dades anteriors no són pas conegudes |                    |        |          |
|                                          |                    |        |          |

## Demografia
| A partir de 1990: Població sense dobles comptes |